# محطة الطاقة الشمسية وادي الكبريت - سوق أهراس
محطة الطاقة الشمسية بوادي الكبريت هي محطة طاقة كهرضوئية جزائرية تقع في بلدية وادي الكبريت التابعة لولاية سوق أهراس

## وصف
تقع المحطة على بعد 5 كم عن بلدية وادي الكبريت و70 كم عن مدينة سوق أهراس، تتربع على مساحة 30 هكتار وتنتج مايفوق 70 ميغاواط ساعي كمتوسط يوميا من الكهرباء باستطاعة 15 ميغاواط.
تحتوي على أكثر من 60 ألف لوح شمسي موزعة على 1365 مصفوفة و510 علبة ربط بمستوياتها الثلاثة و30 مموج و15 محول.
ترتبط بشبكة نقل الكهرباء ذات الضغط المتوسط 30 كيلوفولط عن طريق محطة مركز التفريغ.

## معلومات تقنية عن المحطة
- الاستطاعة: 15 ميغاواط
- القدرة: 10 ميغاواط ساعي / يومي
- المساحة: 30 هكتار
- بداية المشروع: 2014
- بداية الإنتاج: 2016
- تكلفة مالية تقارب 1 مليار دج (30 مليون دولار).